# داستان غار
داستان غار (انگلیسی: Cave Story) یک سکوبازی برای مایکروسافت ویندوز است که طی پنج سال توسط برنامه‌نویس ژاپنی Daisuke Amaya در اوقات فراغت توسعه داده شده‌است.

## خلاصه داستان
بازیکن در غاری بیدار می‌شود بدون هیچ خاطره‌ای از اینکه چطور به آنجا رسیده. او به روستای میمیگاها می‌رسد که تحت آزار و اذیت دکتر قرار دارند. خدمتکاران دکتر، میزری و بالروگ، در جستجوی سو ساکاموتو هستند - دختری که به میمیگا تبدیل شده بود. وقتی او را پیدا نمی‌کنند، به اشتباه میمیگای دیگری به نام توروکو را می‌دزدند.
بازیکن سو را در راهروی تخم‌مرغ‌ها پیدا می‌کند، جایی که او تخم اژدهای آسمانی را کشف کرده است که در صورت جوجه‌کشی می‌تواند به فرار از جزیره شناور کمک کند. سو سعی می‌کند برادرش کازوما را نجات دهد، اما کینگ، رهبر روستای میمیگاها، او را به خاطر ربوده شدن توروکو مقصر می‌داند و اسیر می‌کند. سو از بازیکن می‌خواهد کازوما را از گراس‌تاون آزاد کند.
پس از آزادی کازوما، آنها با پروفسور بوستر ملاقات می‌کنند که فاش می‌کند دکتر قصد دارد با استفاده از گل‌های قرمز روی میمیگاها، ارتشی برای تسخیر جهان سطحی ایجاد کند. بوستر بازیکن را به منطقه شن‌زار می‌فرستد تا گل‌های قرمز را قبل از دسترسی دکتر نابود کند. در آنجا بازیکن با کورلی بریس، ربات زنی که او هم خاطرات گذشته‌اش را از دست داده، و جنکا، جادوگر پیر که مادر میزری و محافظ گل‌های قرمز است، ملاقات می‌کند. جنکا بازیکن را "سربازی از سطح" می‌خواند که برای قتل عام میمیگاها به جزیره فرستاده شده است.
بالروگ موفق می‌شود کلید انبار گل‌های قرمز را بدزدد. قبل از رسیدن بازیکن به انبار، دکتر به زور به توروکو گل قرمز می‌خورد و کینگ را زخمی می‌کند، و بازیکن مجبور به مبارزه با توروکو دیوانه می‌شود که در نهایت می‌میرد.
میزری بازیکن را به هزارتوی عمق جزیره تبعید می‌کند. کورلی بریس هم به هزارتو افتاده و با همکاری هم فرار می‌کنند. بالروگ با جابجا کردن تخته‌سنگ مسیر را باز می‌کند و ذات مهربانش را نشان می‌دهد. آنها هسته جزیره را شکست می‌دهند، اما دکتر مداخله می‌کند تا از فروپاشی جزیره جلوگیری کند.
بازیکن به روستای میمیگاها بازمی‌گردد و می‌بیند دکتر همه میمیگاها را اسیر کرده است. کازوما به بازیکن پیشنهاد فرار با اژدهای آسمانی را می‌دهد (که به پایان جایگزین منجر می‌شود)، یا بازیکن می‌تواند با نابودی هسته جزیره، دکتر را متوقف کند. بازیکن به مزرعه دکتر حمله می‌کند، اما اسیر می‌شود. نامه سو حقیقت را فاش می‌کند: دکتر عضو تیم تحقیقاتی خانواده سو بود که پس از یافتن تاج شیطان به آنها خیانت کرد. سو بازیکن را به سمت مادرش هدایت می‌کند که ممکن است راهی برای متوقف کردن دکتر داشته باشد.